# Волосков, Николай Григорьевич
Николай Григорьевич Волосков — советский военный и государственный деятель, полковник.

## Биография
Родился в 1895 году в Куртамыше. Член КПСС.
Участник Первой мировой войны: бомбардир в 4-м взводе 6-й батареи 4-й запасной артиллерийской бригады.
Участник Гражданской войны: младший командир в составе 210-го стрелкового Украинского полка имени В. И. Ленина казачьей бригады Ивана Дмитриевича Каширина, курсант Киевской Высшей объединённой военной школы, помощник командира батареи 76-го Карельского стрелкового полка 26-й Златоустовской стрелковой дивизии.
В 1923—1941 годах — помощник командира батареи тяжёлого дивизиона, командир учебной батареи, врио командира дивизиона в 36-м Волжском артиллерийском полку 36-й Забайкальской стрелковой дивизии, командир артдивизиона 171-го стрелкового полка, командир тяжёлого дивизиона 36-го Волжского артиллерийского полка, командир дивизиона 37-й стрелковой дивизии, старший артиллерийский преподаватель Симферопольского военно-пехотного училища.
Участник Великой Отечественной войны: командир 907-го артиллерийского полка, начальник артиллерии 347-й стрелковой дивизии, командующий артиллерией 64-й стрелковой дивизии, командующий артиллерией 238-й стрелковой Карачевской Краснознамённой ордена Суворова дивизии
В 1945—1953 — командир 415-й артиллерийской бригады 207-й стрелковой дивизии Группы советских оккупационных войск в Германии, командир артиллерии 9-й Гвардейской танковой дивизии 2-й гвардейской механизированной армии, командир артиллерии 261-й стрелковой дивизии Закавказского военного округа, заместитель командира 17-й артиллерийской дивизии.
Умер в 1976 году в Ростове-на-Дону.

## Награды
- Орден Ленина

- Орден Красного Знамени (четырежды)
- Орден Суворова III степени

- Орден Отечественной войны I степени

- Орден Virtuti Militari 5 степени